# Saint-Symphorien-d’Ancelles
Saint-Symphorien-d’Ancelles település Franciaországban, Saône-et-Loire megyében. Lakosainak száma 1128 fő (2022. január 1.). Saint-Symphorien-d’Ancelles Saint-Didier-sur-Chalaronne, Dracé, La Chapelle-de-Guinchay és Romanèche-Thorins községekkel határos.

## Népesség
A település népessége az elmúlt években az alábbi módon változott:
| Lakosok száma | 1119 | 1177 | 1194 | 1187 | 1168 | 1150 | 1132 | 1123 | 1128 |
|               | 2013 | 2015 | 2016 | 2017 | 2018 | 2019 | 2020 | 2021 | 2022 |